# 玛迪·马塞尔曼
玛迪·马塞尔曼（英語：Maddie Musselman，1998年6月16日—），美国女子水球运动员。她曾代表美国国家队参加2016年和2020年夏季奥林匹克运动会女子水球比赛，获得二枚金牌。